# バーチ・スミス
バーチ・テイラー・スミス（Burch Taylor Smith, 1990年4月12日 - ）は、アメリカ合衆国テキサス州サンアントニオ出身のプロ野球選手（投手）。MLBのピッツバーグ・パイレーツ傘下所属。右投右打。

## 経歴

### プロ入り前
2009年のMLBドラフト49巡目（全体1475位）でクリーブランド・インディアンスから指名されたが、契約には至らなかった。
2010年のMLBドラフト20巡目（全体600位）で再びインディアンスから指名されたが、オクラホマ大学へ編入した。

### プロ入りとパドレス時代
2011年のMLBドラフト14巡目（全体443位）でサンディエゴ・パドレスから指名され、8月15日に契約。契約後、傘下のルーキー級アリゾナリーグ・パドレスでプロデビューすると、2試合に登板して0勝0敗1セーブ、防御率4.50、4奪三振を記録した。
2012年はA+級レイクエルシノア・ストームでプレーし、26試合に先発登板して9勝6敗、防御率3.85、137奪三振を記録した。
2013年はAA級サンアントニオ・ミッションズで開幕を迎え、6試合に登板。1勝2敗、防御率1.15と好投し、5月11日にパドレスとメジャー契約を結んでアクティブ・ロースター入りした。同日のタンパベイ・レイズ戦で先発起用されメジャーデビュー。1回裏は三者凡退に抑えたものの、2回裏には本塁打を含む5安打6失点2四球と打ち込まれ、一死も取れず降板した。続く5月17日のワシントン・ナショナルズ戦も5.1回を6安打5失点と振るわず、22日のセントルイス・カージナルス戦では初回から3失点し、2回表無死一・三塁の場面で降板。メジャー初黒星を喫し、24日にAAA級ツーソン・パドレスへ降格した。AAA級ツーソンで2試合に登板して2勝0敗、防御率2.70と好投したため、6月8日にメジャーへ再昇格した。しかし登板機会はなく、6月11日にAAA級ツーソンへ降格した。6月28日に再昇格し、ロングリリーフとして3試合に登板したが、7月5日にエバース・カブレラが故障者リストから復帰したため、AAA級ツーソンへ降格。9月2日に昇格した後は先発に復帰し、15日のアトランタ・ブレーブス戦では、7回を3安打無失点10奪三振に抑え、メジャー初勝利を挙げた。この年メジャーでは10試合（先発7試合）に登板して1勝3敗、防御率6.44、46奪三振を記録した。
2014年3月3日にパドレスと1年契約に合意。3月16日にAAA級エル・パソ・チワワズへ異動した。AAA級エル・パソで開幕を迎え、2試合に登板したが、0勝2敗、防御率18.56と落ち込み、5月2日に右肘の故障で7日間の故障者リスト入りした。結局シーズン中には復帰できず、メジャーでの登板もなかった。オフにはアリゾナ・フォールリーグに参加し、サプライズ・サグアロスに所属。9試合に登板して3勝0敗、防御率5.52、9奪三振を記録した。

### レイズ傘下時代
2014年12月19日にナショナルズ、レイズ間の三角トレードで、レネ・リベラ、ジェイク・バウアーズと共にレイズへ移籍した。

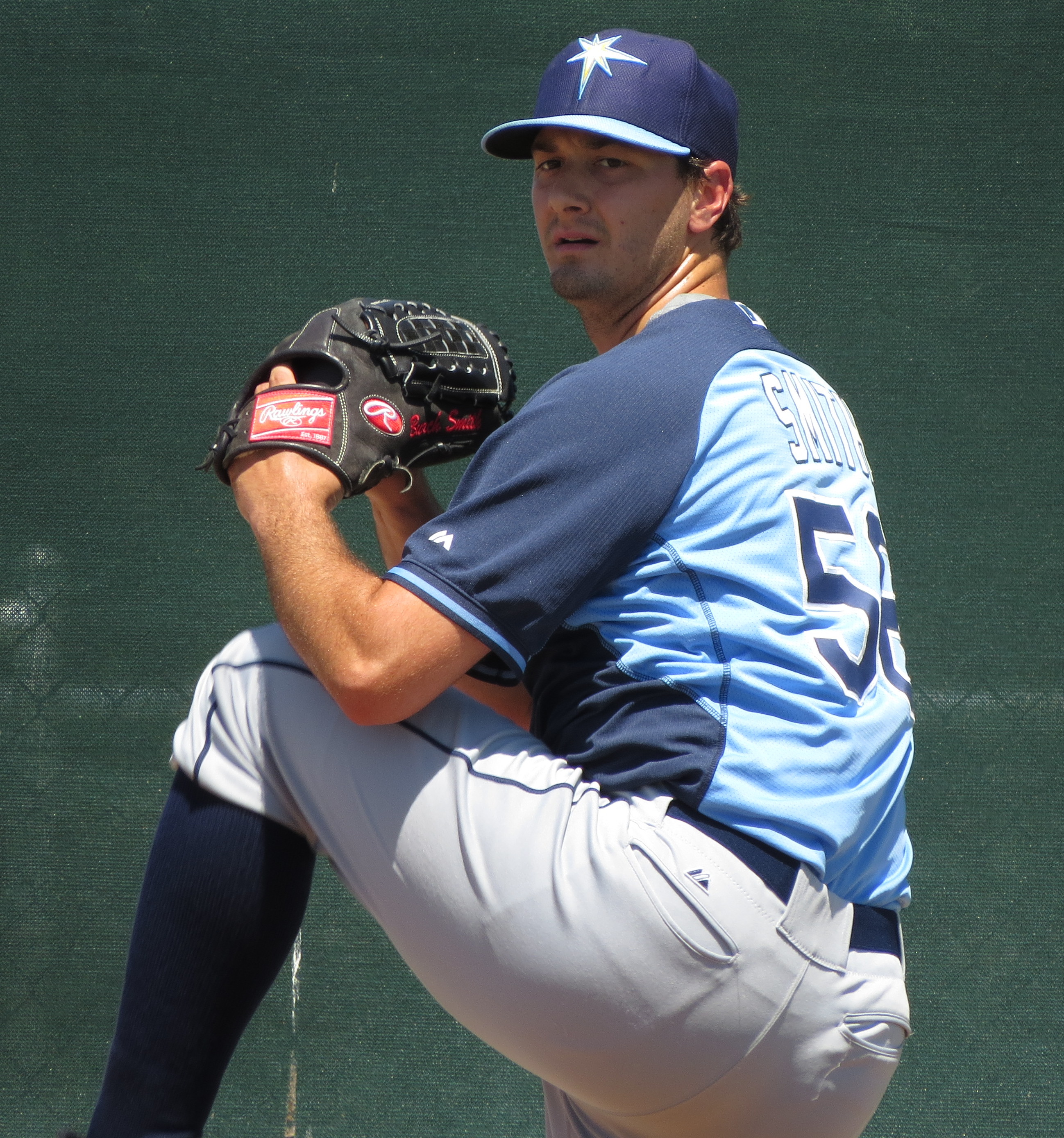
タンパベイ・レイズ時代
(2015年3月31日)

2015年は4月にトミー・ジョン手術を受けたため、メジャー及びマイナーで投げることなくシーズンを終えた。11月20日にマイナー契約で傘下のAAA級ダーラム・ブルズへ配属された。
2016年もプレーしなかった。
2017年はルーキー級ガルフ・コーストリーグ・レイズ、AA級シャーロット・ストーンクラブズ、AAA級ダーラムでプレーし、3球団合計で6試合（先発5試合）に登板して5勝3敗、防御率2.40、56奪三振を記録した。オフには3年ぶりにアリゾナ・フォールリーグに参加し、サプライズ・サグアロスに所属。6試合に先発登板して1勝2敗、防御率3.98、29奪三振を記録した。

### ロイヤルズ時代
2017年12月14日に行われたルール・ファイブ・ドラフトでニューヨーク・メッツから指名され、同日に金銭トレードによってカンザスシティ・ロイヤルズへ移籍した。
2018年は38試合（先発6試合）に登板して1勝6敗、防御率6.92、77奪三振を記録した。11月26日にDFAとなり、30日にFAとなった。

### ブルワーズ時代
2019年1月11日にミルウォーキー・ブルワーズとマイナー契約を結び、スプリングトレーニングに招待選手として参加することになった。
開幕は傘下のAAA級サンアントニオ・ミッションズで迎え、5月5日にメジャー契約を結んでアクティブ・ロースター入りした。8月9日にDFAとなった。

### ジャイアンツ時代
2019年8月12日にウェイバー公示を経てサンフランシスコ・ジャイアンツへ移籍した。
2020年2月10日にDFAとなった。

### アスレチックス時代
2020年2月15日に金銭トレードで、オークランド・アスレチックスへ移籍した。この年は6試合に登板して2勝0敗1セーブ、防御率2.25、13奪三振を記録した。
2021年9月14日にDFAとなり、16日にマイナー契約で傘下のAAA級ラスベガス・アビエイターズへ配属された。レギュラーシーズン終了後の10月12日にFAとなった。

### 西武時代
2022年1月18日、埼玉西武ライオンズへの入団が発表された。背番号は54。年俸は6500万円（推定）。3月8日に来日し、入国者待機期間終了後にチームに合流。21日の千葉ロッテマリーンズとのイースタン・リーグ公式戦がNPB初登板となった。4月13日の対BCリーグ・群馬ダイヤモンドペガサス戦で6回を投げて被安打2、無失点の好投を見せるなど好調を維持していたことから、19日に一軍初昇格。同日のロッテ戦（ベルーナドーム）で一軍初登板を初先発で起用されると、7回までに96球を投じて無安打無得点の快投を演じた。許した走者は4回の与四球による1人のみだったが、牽制球で刺したため、対戦打者は毎回3人ずつであった。NPB史上2人目となる初登板でのノーヒットノーラン達成に期待がかかったものの、見るからに球速が落ちていたことや、二軍で球数を投じていなかったことから、この回限りで降板。その後は救援が残りの回を締めて、初登板で初勝利をあげ、試合後には愛妻とグラウンドで記念撮影を行った。オフの11月30日に翌年の契約を結ばないことが発表され、12月2日に自由契約公示された。

### ハンファ時代
2022年12月18日、KBOリーグのハンファ・イーグルスと契約した。2023年4月1日、キウム・ヒーローズ戦で開幕投手を務めたが、肩の違和感を訴え3回途中2失点で自主降板。その後の復帰の見込みが立たないことから、4月19日にウェーバー公示され、4月26日に自由契約選手として公示された。

### マーリンズ時代
2024年1月2日にタンパベイ・レイズとマイナー契約を結んだが、3月27日に金銭トレードでマイアミ・マーリンズへ移籍して40人ロースターに登録された。マーリンズでは25試合に登板し、防御率4.25という成績であった。6月14日にDFAとなり、同月20日にFAとなった。

### オリオールズ時代
2024年6月28日にボルチモア・オリオールズとマイナー契約を結んだ。7月11日にメジャー契約を結んでアクティブロースター入りした。オフの10月31日にFAとなった。同年は2球団合計で50試合に登板し、防御率4.95という成績であった。

### パイレーツ傘下時代
2025年1月6日にピッツバーグ・パイレーツとマイナー契約を結んだ。また、13日にはブライス・ジョンソン (野球)と共にスプリングトレーニングに招待選手として参加することが発表された。

## 投球データ
| 球種           | 配分 | 平均球速 | 平均球速 |
| 球種           | %    | mph      | km/h     |
| -------------- | ---- | -------- | -------- |
| フォーシーム   | 69   | 93       | 150      |
| カーブ         | 15   | 79       | 127      |
| チェンジアップ | 14   | 82       | 132      |
| スライダー     | 02   | 84       | 134      |

最速球速は2018年シーズンの99.0mph (159.3km/h)。2021年シーズンの最速は97.3mph (156.6km/h)。

## 詳細情報

### 年度別投手成績
| 年 度    | 球 団    | 登 板 | 先 発 | 完 投 | 完 封 | 無 四 球 | 勝 利 | 敗 戦 | セ 丨 ブ | ホ 丨 ル ド | 勝 率 | 打 者 | 投 球 回 | 被 安 打 | 被 本 塁 打 | 与 四 球 | 敬 遠 | 与 死 球 | 奪 三 振 | 暴 投 | ボ 丨 ク | 失 点 | 自 責 点 | 防 御 率 | W H I P |
| -------- | -------- | ----- | ----- | ----- | ----- | -------- | ----- | ----- | -------- | ----------- | ----- | ----- | -------- | -------- | ----------- | -------- | ----- | -------- | -------- | ----- | -------- | ----- | -------- | -------- | ------- |
| 2013     | SD       | 10    | 7     | 0     | 0     | 0        | 1     | 3     | 0        | 0           | .250  | 167   | 36.1     | 39       | 9           | 21       | 1     | 0        | 46       | 0     | 0        | 26    | 26       | 6.44     | 1.65    |
| 2018     | KC       | 38    | 6     | 0     | 0     | 0        | 1     | 6     | 0        | 1           | .143  | 358   | 78.0     | 90       | 15          | 40       | 2     | 4        | 77       | 0     | 1        | 60    | 60       | 6.92     | 1.67    |
| 2019     | MIL      | 7     | 0     | 0     | 0     | 0        | 0     | 1     | 0        | 0           | .000  | 65    | 12.2     | 16       | 3           | 10       | 2     | 1        | 14       | 1     | 0        | 11    | 11       | 7.82     | 2.05    |
| 2019     | SF       | 10    | 0     | 0     | 0     | 0        | 0     | 0     | 0        | 0           | ----  | 41    | 8.2      | 10       | 0           | 4        | 0     | 0        | 6        | 0     | 0        | 3     | 2        | 2.08     | 1.62    |
| '19計    | SF       | 17    | 0     | 0     | 0     | 0        | 0     | 1     | 0        | 0           | .000  | 106   | 21.1     | 26       | 3           | 14       | 2     | 1        | 20       | 1     | 0        | 14    | 13       | 5.48     | 1.88    |
| 2020     | OAK      | 6     | 0     | 0     | 0     | 0        | 2     | 0     | 1        | 0           | 1.000 | 44    | 12.0     | 7        | 1           | 1        | 0     | 0        | 13       | 0     | 0        | 3     | 3        | 2.25     | 0.67    |
| 2021     | OAK      | 31    | 0     | 0     | 0     | 0        | 1     | 1     | 0        | 4           | .500  | 188   | 43.1     | 49       | 5           | 11       | 0     | 1        | 28       | 2     | 0        | 27    | 26       | 5.40     | 1.39    |
| 2022     | 西武     | 20    | 4     | 0     | 0     | 0        | 1     | 0     | 1        | 4           | 1.000 | 156   | 38.1     | 30       | 0           | 14       | 0     | 1        | 37       | 0     | 0        | 16    | 14       | 3.29     | 1.15    |
| 2024     | MIA      | 25    | 0     | 0     | 0     | 0        | 2     | 0     | 0        | 1           | 1.000 | 135   | 29.2     | 39       | 1           | 9        | 0     | 1        | 23       | 3     | 1        | 15    | 14       | 4.25     | 1.62    |
| 2024     | BAL      | 25    | 0     | 0     | 0     | 0        | 2     | 1     | 0        | 3           | .667  | 106   | 26.2     | 25       | 5           | 3        | 0     | 1        | 23       | 0     | 0        | 19    | 17       | 5.74     | 1.05    |
| '24計    | BAL      | 50    | 0     | 0     | 0     | 0        | 4     | 1     | 0        | 4           | .800  | 241   | 56.1     | 64       | 6           | 12       | 0     | 2        | 46       | 3     | 1        | 34    | 31       | 4.95     | 1.35    |
| MLB：6年 | MLB：6年 | 152   | 13    | 0     | 0     | 0        | 9     | 12    | 1        | 9           | .429  | 1104  | 247.1    | 275      | 39          | 99       | 5     | 8        | 230      | 6     | 2        | 164   | 159      | 5.79     | 1.51    |
| NPB：1年 | NPB：1年 | 20    | 4     | 0     | 0     | 0        | 1     | 0     | 1        | 4           | 1.000 | 156   | 38.1     | 30       | 0           | 14       | 0     | 1        | 37       | 0     | 0        | 16    | 14       | 3.29     | 1.15    |

- 2024年度シーズン終了時

### 年度別打撃成績
| 年 度    | 球 団    | 試 合 | 打 席 | 打 数 | 得 点 | 安 打 | 二 塁 打 | 三 塁 打 | 本 塁 打 | 塁 打 | 打 点 | 盗 塁 | 盗 塁 死 | 犠 打 | 犠 飛 | 四 球 | 敬 遠 | 死 球 | 三 振 | 併 殺 打 | 打 率 | 出 塁 率 | 長 打 率 | O P S |
| -------- | -------- | ----- | ----- | ----- | ----- | ----- | -------- | -------- | -------- | ----- | ----- | ----- | -------- | ----- | ----- | ----- | ----- | ----- | ----- | -------- | ----- | -------- | -------- | ----- |
| 2013     | SD       | 10    | 10    | 9     | 0     | 1     | 0        | 0        | 0        | 1     | 0     | 0     | 0        | 0     | 0     | 1     | 0     | 0     | 2     | 0        | .111  | .200     | .111     | .311  |
| 2018     | KC       | 38    | 0     | 0     | 0     | 0     | 0        | 0        | 0        | 0     | 0     | 0     | 0        | 0     | 0     | 0     | 0     | 0     | 0     | 0        | .000  | .000     | .000     | .000  |
| 2019     | MIL      | 7     | 1     | 1     | 0     | 0     | 0        | 0        | 0        | 0     | 0     | 0     | 0        | 0     | 0     | 0     | 0     | 0     | 1     | 0        | .000  | .000     | .000     | .000  |
| 2019     | SF       | 10    | 0     | 0     | 0     | 0     | 0        | 0        | 0        | 0     | 0     | 0     | 0        | 0     | 0     | 0     | 0     | 0     | 0     | 0        | .000  | .000     | .000     | .000  |
| '19計    | SF       | 17    | 1     | 1     | 0     | 0     | 0        | 0        | 0        | 0     | 0     | 0     | 0        | 0     | 0     | 0     | 0     | 0     | 1     | 0        | .000  | .000     | .000     | .000  |
| 2021     | OAK      | 31    | 0     | 0     | 0     | 0     | 0        | 0        | 0        | 0     | 0     | 0     | 0        | 0     | 0     | 0     | 0     | 0     | 0     | 0        | .000  | .000     | .000     | .000  |
| MLB：4年 | MLB：4年 | 96    | 11    | 10    | 0     | 1     | 0        | 0        | 0        | 1     | 0     | 0     | 0        | 0     | 0     | 1     | 0     | 0     | 3     | 0        | .100  | .182     | .100     | .282  |

- 2024年度シーズン終了時

### 年度別守備成績
| 年 度 | 球 団 | 投手（P） | 投手（P） | 投手（P） | 投手（P） | 投手（P） | 投手（P） |
| 年 度 | 球 団 | 試 合     | 刺 殺     | 補 殺     | 失 策     | 併 殺     | 守 備 率  |
| ----- | ----- | --------- | --------- | --------- | --------- | --------- | --------- |
| 2013  | SD    | 10        | 2         | 3         | 1         | 0         | .833      |
| 2018  | KC    | 38        | 4         | 4         | 0         | 0         | 1.000     |
| 2019  | MIL   | 7         | 1         | 1         | 0         | 0         | 1.000     |
| 2019  | SF    | 10        | 0         | 1         | 0         | 0         | 1.000     |
| '19計 | SF    | 17        | 1         | 2         | 0         | 0         | 1.000     |
| 2020  | OAK   | 6         | 0         | 1         | 0         | 0         | 1.000     |
| 2021  | OAK   | 31        | 1         | 3         | 1         | 0         | .800      |
| 2022  | 西武  | 20        | 0         | 3         | 1         | 0         | .750      |
| 2024  | MIA   | 25        | 0         | 6         | 0         | 0         | 1.000     |
| 2024  | BAL   | 25        | 1         | 1         | 0         | 0         | 1.000     |
| '24計 | BAL   | 50        | 1         | 7         | 0         | 0         | 1.000     |
| MLB   | MLB   | 152       | 9         | 20        | 2         | 0         | .935      |
| NPB   | NPB   | 20        | 0         | 3         | 1         | 0         | .750      |

- 2024年度シーズン終了時

### 記録

#### NPB
初記録
- 初登板・初先発登板・初勝利・初先発勝利：2022年4月19日、対千葉ロッテマリーンズ4回戦（ベルーナドーム）、7回無安打無失点[45]
- 初奪三振：同上、1回表に髙部瑛斗から空振り三振
- 初セーブ：2022年8月13日、対東北楽天ゴールデンイーグルス19回戦（楽天生命パーク宮城）、8回裏に4番手で救援登板・完了、2回無失点
- 初ホールド：2022年8月16日、対福岡ソフトバンクホークス15回戦（ベルーナドーム）、8回表に3番手で救援登板、1回無失点

### 背番号
- 26（2013年）
- 64（2018年）
- 29（2019年 - 同年8月8日）
- 61（2019年9月5日 - 同年終了）
- 46（2020年 - 2021年）
- 54（2022年）
- 34（2023年）
- 20（2024年 - 同年6月12日）
- 40（2024年7月12日 - 同年終了）